# Тернівська сільська рада (Тячівський район)
| Тернівська сільська рада — колишній орган місцевого самоврядування у Тячівському районі Закарпатської області з адміністративним центром у с. Терново. Сільській раді підпорядковані населені пункти: - с. Терново - с. Вишоватий - с. Петрушів |

## Склад ради
Рада складається з 30 депутатів та голови.

## Керівний склад сільської ради
| ПІБ                     | Основні відомості                                                 | Дата обрання | Дата звільнення |
| ----------------------- | ----------------------------------------------------------------- | ------------ | --------------- |
| Кустрьо Василь Юрійович | Сільський голова, 1962 року народження, освіта, безпартійний      | 26.03.2006   | 31.10.2010      |
| Кустрьо Василь Юрійович | Сільський голова, 1962 року народження, освіта вища, безпартійний | 31.10.2010   |                 |

Примітка: таблиця складена за даними джерела